# Carmen Franco
María del Carmen Franco y Polo, marquise de Villaverde, première duchesse de Franco et Grande d'Espagne, née le 14 septembre 1926 à Oviedo et morte le 29 décembre 2017 à Madrid, est la fille unique du chef d'État et dictateur Francisco Franco et de son épouse Carmen Polo. 
Le 10 avril 1950, elle épouse le marquis Cristóbal Martínez-Bordiú, célèbre chirurgien espagnol, avec qui elle aura sept enfants. 
Elle est, par ailleurs, la grand-mère maternelle du prince Louis de Bourbon, duc d'Anjou, actuel prétendant légitimiste au trône de France, appelé « Louis XX » par ses partisans.

## Biographie

### Jeunesse
« Carmencita » vit une enfance dorée mais cloîtrée. Mise à l'abri dans des casernes puis dans des palais, elle y est éduquée par des gouvernantes françaises. À l'âge de treize ans en 1939, après la prise de pouvoir par un coup d'État militaire de son père, elle s'installe avec ses parents au palais du Pardo.

### Une personnalité controversée

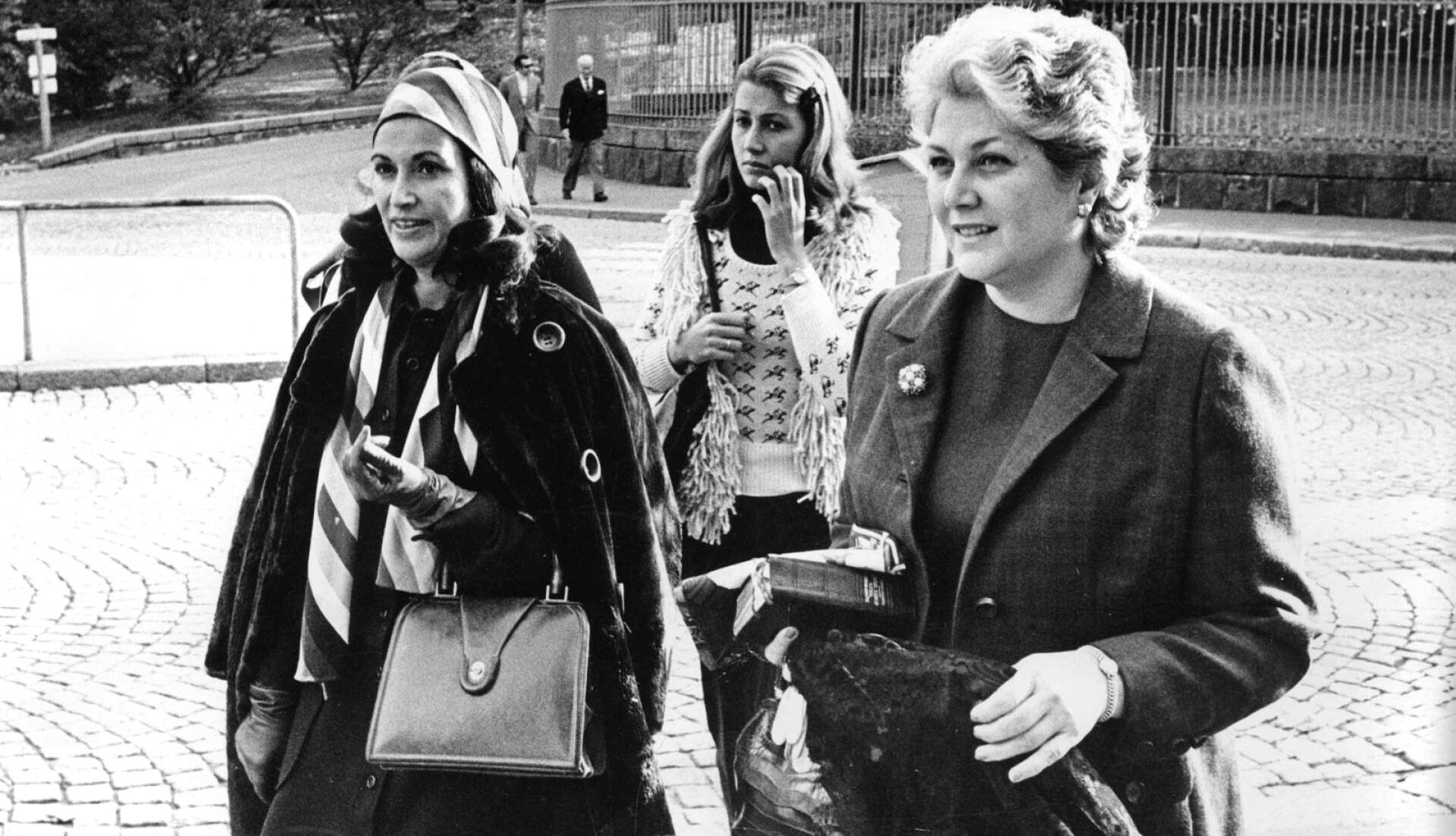
À gauche, en 1971.

Après la mort de Franco, on reproche à Carmen Franco y Polo d'avoir été « la fille d'un dictateur ». On lui reproche également d'avoir hérité de sa « fortune opaque ». Elle est toutefois protégée par le roi Juan Carlos, qui lui accorde le titre de duchesse de Franco, tout en veillant à ce que ni sa mère, ni elle, ne soient importunées. 
Elle hérite de 22 propriétés en 1975, à la mort de Francisco Franco. Sa fortune serait, à sa mort, de 500 à 600 millions d'euros.

### Fin de vie
Le 29 novembre 2017, sa petite-fille par alliance, la princesse Marie-Marguerite de Bourbon, duchesse d'Anjou, annonce que la duchesse de Franco est atteinte d'un cancer en phase terminale. Le 28 décembre, elle reçoit les derniers sacrements. Le lendemain, le prince Louis Alphonse de Bourbon, duc d'Anjou annonce publiquement sa mort : « Dieu a repris Man » sur son compte Instagram, en la désignant par son surnom. L'information est reprise par sa biographe, Nieves Herrero (es) qui précise dans le quotidien El Mundo qu'elle est morte à son domicile de Madrid, à l'âge de 91 ans. Elle est inhumée auprès de son époux dans la crypte de la cathédrale de l'Almudena à Madrid.

## Prise de position
Présidente d'honneur de la Fondation nationale Francisco Franco, elle assiste chaque année à la messe célébrée à Madrid à la mémoire de son père. À propos de ce dernier, qu'elle décrit volontiers comme un chef de famille autoritaire et « machiste comme les hommes de son époque », elle explique : « Mon père, c'est à l'Histoire de le juger, pas à moi. [...] Quand on me dit qu'il était un dictateur, je ne le nie pas, mais ça ne me plaît pas parce que c'est dit souvent comme une insulte alors que pour moi, ça ne semble pas si grave ».

## Descendance
- María del Carmen Martínez-Bordiú y Franco épouse en 1972 Alphonse de Bourbon (1936-1989), duc d'Anjou et de Cadix (divorce en 1982) et prétendant au trône de France, avec qui elle a deux enfants. En 1986, elle épouse Jean-Marie Rossi (né en 1931), dont elle divorce en 1995, puis en 2006, José Campos García (né en 1964), dont elle divorce en 2013.
  - François d'Assise de Bourbon (1972-1984), duc de Bretagne puis de Bourbon.
  - Louis de Bourbon (1974), duc d'Anjou, prétendant au trône de France.
    - Eugénie de Bourbon (2007)
    - Louis de Bourbon, duc de Bourgogne (2010)
    - Alphonse de Bourbon, duc de Berry (2010)
    - Henri de Bourbon, duc de Touraine (2019)
- María de la O Martínez-Bordiú y Franco,
- Francisco Franco y Martínez-Bordiú (es), marquis de Villaverde
- María del Mar Martínez-Bordiú y Franco,
- José Cristóbal Martínez-Bordiú y Franco,
- María de Aránzazu Martínez-Bordiú y Franco,
- Jaime Felipe Martínez-Bordiú y Franco

### Publication
- (es) Carmen Franco y Polo, Jesús Palacios, Stanley G. Payne, Franco, mi padre, Madrid, La Esfera de los Libros, 2008.